# جنيفر باستور
جنيفر باستور (بالإنجليزية: Jennifer Pastor)‏ هي نحّاتة أمريكية، ولدت في 1966.